# Małe Okno Rzędkowickie
Małe Okno Rzędkowickie – schronisko w grupie Skał Rzędkowickich na Wyżynie Częstochowskiej będącej częścią Wyżyny Krakowsko-Częstochowskiej. Znajduje się w Turni Lechwora. Administracyjnie należy do miejscowości Rzędkowice w województwie śląskim, w powiecie zawierciańskim, w gminie Włodowice.

## Opis obiektu
Schronisko przebija na wylot skałę. Wschodni otwór to pionowa szczelina o wysokości około 3 m. Jest dobrze widoczna z ziemi. Znajduje się na wysokości 20 m nad ziemią i 5 m poniżej szczytu turni, tuż obok rysy oddzielającej Turnię Lechwora od Brzuchatej Turni. Prowadzi do niego droga wspinaczkowa Rysa Mamotiuka (VI w skali krakowskiej). Droga nie ma stałych punktów asekuracyjnych, łatwiej dotrzeć do otworu schroniska przez zjazd na linie. Owalny otwór zachodni ma średnicę około 1,5 m i jest łatwo dostępny. Z dołu jest niewidoczny, gdyż przesłaniają go drzewa. Pomiędzy otworami znajduje się korytarzyk o długości 5,5 m. Odchodzi od niego krótki, jednometrowej wysokości komin zakończony trzecim otworem.
W korytarzyku schroniska widoczne są wymycia świadczące o tym, że powstał on w wyniku przepływu wody. Namulisko skąpe, złożone z wapiennego gruzu, próchnicy i gliny, przy otworze zachodnim porośnięte murawą kserotermiczną.

## Historia eksploracji i dokumentacji
Po raz pierwszy schronisko wymienili w 1978 r. M. i J. Kiełkowscy w przewodniku wspinaczkowym. Opisał go K. Mazik w lutym 1980 r., on też wykonał plan schroniska.

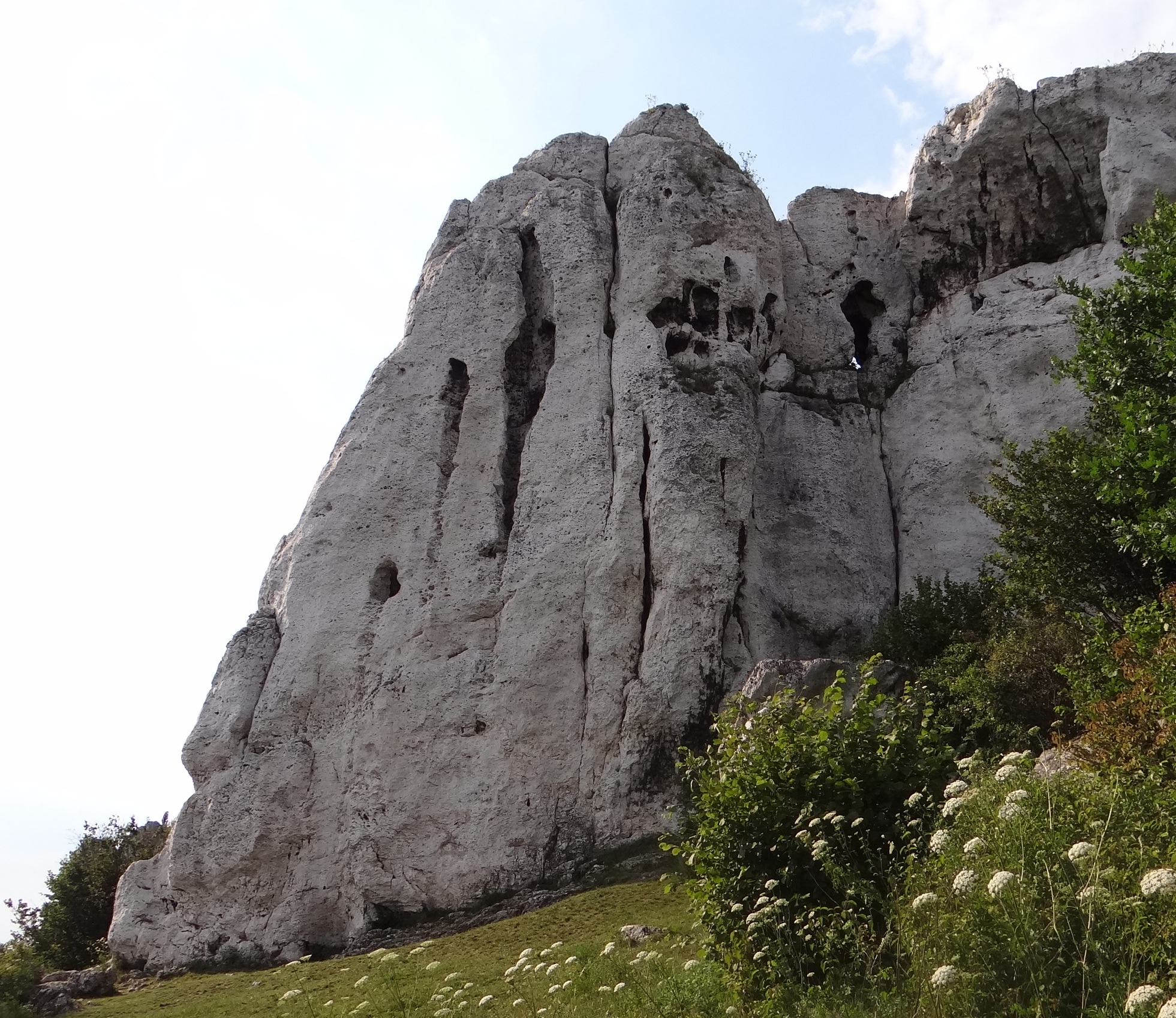
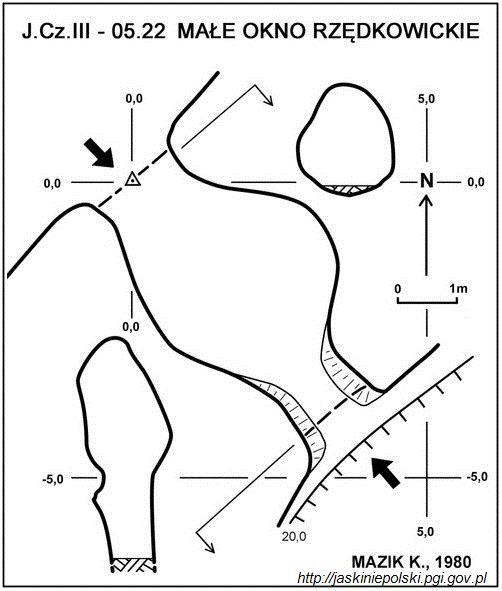
Plan